# Nicolò Bobone
Nicolò Bobone (Roma, ... – 1200) è stato un cardinale italiano vissuto nel XII secolo, nominato da papa Celestino III.

## Biografia
Nacque a Roma ed era nipote di papa Celestino III, che lo nominò cardinale nel 1192 o 1193 assegnandogli la diaconia di Santa Maria in Cosmedin, da lui tenuta in precedenza.
Partecipò alla canonizzazione di san Giovanni Gualberto e ai comizi di papa Innocenzo III.
Morì nel 1200.